# Sinoluperus
Sinoluperus là một chi bọ cánh cứng trong họ Chrysomelidae.
Chi này được miêu tả khoa học năm 1963 bởi Gressitt & Kimoto.

## Các loài
Các loài trong chi này gồm:
- Sinoluperus beta Mohamedsaid, 1999
- Sinoluperus subcostatus Gressitt & Kimoto, 1963
- Sinoluperus wuyiensis Yang & Wu in Yang, Wang & Wu, 1998